# Bahnhof Sintra

Der Bahnhof Sintra ist ein Kopfbahnhof in der portugiesischen Stadt Sintra und Endpunkt der Linha de Sintra.

## Geschichte
1887 erreichten erstmals die Züge Sintra, als der Bahnhof unter dem Namen Sintra Vila eröffnet wurde. Jedoch endeten sie in Lissabon am weit außerhalb des Stadtzentrums gelegenen Bahnhof Alcântara-Terra. Die Strecke zum weit zentraler gelegenen Rossio-Bahnhof wurde schließlich 1891 eingeweiht. 1954 erhielt der Bahnhof seinen heutigen Namen. 1956 wurde die Strecke elektrifiziert. 
Bis 1954 hatte die heute noch im Sommer verkehrende Straßenbahn nach Praia das Maçãs ihren Ausgangspunkt am Bahnhof; heute ist er jedoch rund 400 Meter davon entfernt.
Heute ist der Bahnhof Sintra nicht nur von touristischer Bedeutung, sondern auch der Ausgangspunkt der am meisten frequentierten Vorortslinie Lissabons.

## Anlagen
Der Bahnhof besitzt vier Gleise und umfasst einen Haus- und einen Mittelbahnsteig. Das Empfangsgebäude des Kopfbahnhofes ist seitlich angelegt.

## Betrieb
Im 15-Minuten-Takt verkehren ab dem Bahnhof Vorort-Züge der CP Urbanos de Lisboa zum Bahnhof Lissabon Rossio. Seit dem Fahrplanwechsel 2011 verkehren von Sintra aus in den Hauptverkehrszeiten auch Züge nach Alverca am Nordtejo und halten so auch an den wichtigen Lissabonner Bahnhöfen Sete Rios, Entrecampos und Oriente. Beide Relationen gehören der Linha de Sintra-Linienfamilie an.